# اورکرایس
اورکرایس (به آلمانی: Ohrekreis) یک ناحیه در آلمان است که در زاکسن-آنهالت واقع شده‌است. اورکرایس  ۱۱۷٬۱۳۶ نفر جمعیت دارد.